# Charlie Bell
Charlie Will Bell III (ur. 12 marca 1979 we Flint) – amerykański koszykarz, grający na pozycji rzucającego obrońcy, po zakończeniu kariery zawodniczej trener koszykarski, obecnie asystent trenera w zespole Iowa Wolves.

## Osiągnięcia
Na podstawie, o ile nie zaznaczono inaczej.
NCAA
- Mistrz:
  - NCAA (2000)
  - turnieju konferencji Big 10 (1999, 2000)
  - sezonu regularnego Big 10 (1998–2001)
- Uczestnik rozgrywek:
  - NCAA Final Four (1999–2001)
  - Sweet 16 turnieju NCAA (1998–2001)
- Zaliczony do:
  - I składu NCAA Final Four (2000)[3]
  - II składu:
    - All-American (2001 przez NABC)
    - All-Big Ten (2001)

  - III składu:
    - All-American (2001 przez Associated Press)
    - All-Big Ten (2000)
- Lider konferencji Big 10 w asystach (2001)[4]

Drużynowe
- Mistrz Włoch (2002)

Indywidualne
- Zaliczony do I składu ACB (2005)
- Lider strzelców ligi:
  - włoskiej (2004)
  - hiszpańskiej (2005)

Reprezentacja
- Uczestnik mistrzostw Ameryki (2005 – 4. miejsce)